# اتاق گاز (فیلم)
اتاق گاز (انگلیسی: The Chamber) یک فیلم بزه در سبک مهیج به کارگردانی جیمز فولی بر اساس رمانی به همین نام اثر جان گریشام و بازی جین هکمن و کریس اودانل است که در سال ۱۹۹۶ میلادی منتشر شد.

## خلاصه داستان
مردی جوان که به تازگی دانشکده حقوق را به پایان رسانده، تلاش می‌کند برای پدربزرگ خود که محکوم به اعدام است زمان بخرد…

## بازیگران
- جین هکمن
- کریس اودانل
- فی داناوی
- رابرت پروسکی
- بو جکسون
- للا روچون
- ریچارد برادفورد
- هارو پرسنل
- ریموند جی. بری